# Pavol Salva
Pavol Salva (* 15. ledna 1941) je bývalý slovenský fotbalový útočník.

## Hráčská kariéra
V československé lize hrál za Jednotu Košice a za Rudou hvězdu Brno. Zaznamenal 17 startů, aniž by skóroval (09.08.1959–28.05.1961).

### Prvoligová bilance
| Ročník             | Zápasy | Góly | Minuty | Klub             |
| ------------------ | ------ | ---- | ------ | ---------------- |
| I. liga 1959/60    | 13     | 0    | 1 027  | Jednota Košice   |
| I. liga 1960/61    | 4      | 0    | 270    | Rudá hvězda Brno |
| CELKEM I. ČS. LIGA | 17     | 0    | 1 297  |                  |

## Trenérská kariéra
Po skončení hráčské kariéry se věnoval trénování mládeže.